# Santo contra Capulina
Série
Santo et le trésor de Dracula
(1969) Santo contra Blue Demon en la Atlántida
(1969)
Pour plus de détails, voir Fiche technique et Distribution.
Santo contra Capulina est un film mexicain réalisé par René Cardona en 1968 et sorti en 1969. C'est le vingt-et-unième film de la série des Santo, el enmascarado de plata.

## Fiche technique
- Titre original : Santo contra Capulina
- Titre anglais ou international : Santo vs. Capulina
- Réalisation : René Cardona
- Scénario : Alfredo Zacarías
- Photographie : León Sánchez
- Montage : Eufemio Rivera, Gloria Schoemann
- Musique : Manuel Esperón
- Production : Alfredo Zacarías
- Société(s) de production : Producciones Zacarías S.A.
- Pays d’origine :  Mexique
- Langue originale : espagnol
- Format : couleur (Eastmancolor) — 35 mm — son Mono
- Genre : action, comédie
- Durée : 80 minutes
- Dates de sortie :
  - Mexique : 4 décembre 1969

## Distribution
- El Santo : El Santo
- Gaspar Henaine : Capulina
- Liza Castro
- Crox Alvarado : Chef de la Police
- Carlos Agostí : Cedric
- Ángel Di Stefani : Patron de Capulina
- Miguel Gómez Checa : scientifique
- Marisela Irigoyen : femme robot
- Juan Garza : homme de main
- Nathanael León : homme de main
- El Hijo del Santo